# Граничний Кривань
Граничний Кривань (словац. Hraničný Kriváň) — річка в Словаччині, ліва притока Полянового Криваня, протікає в окрузі Наместово.
Довжина приблизно 6.4 км. Витік знаходиться в масиві Підбескидська Верховина — схил гори Глухова — на висоті близько 790 метрів. Протікає територією села Зуброглава.
Впадає в Поляновий Кривань на висоті приблизно 601—602 метри — в сучасності устя затоплене водосховищем Орава.